# Lijst van voetbalinterlands Congo-Kinshasa - Kaapverdië
Deze lijst van voetbalinterlands is een overzicht van alle officiële voetbalwedstrijden tussen de nationale teams van Congo-Kinshasa en Kaapverdië. De landen hebben tot op heden drie keer tegen elkaar gespeeld. De eerste ontmoeting was een kwalificatiewedstrijd voor het Wereldkampioenschap voetbal 2006 op 3 juli 2004 in Praia. Het laatste duel, een groepswedstrijd tijdens de Afrika Cup 2015, werd gespeeld in Ebebiyín (Equatoriaal-Guinea) op 22 januari 2015.

## Wedstrijden
| № | Plaats   | Datum            | Competitie           | Wedstrijd                   | Uitslag |
| - | -------- | ---------------- | -------------------- | --------------------------- | ------- |
| 1 | Praia    | 3 juli 2004      | WK 2006 kwalificatie | Kaapverdië − Congo-Kinshasa | 1 − 1   |
| 2 | Kinshasa | 4 september 2005 | WK 2006 kwalificatie | Congo-Kinshasa − Kaapverdië | 2 − 1   |
| 3 | Ebebiyín | 22 januari 2015  | Afrika Cup 2015      | Kaapverdië − Congo-Kinshasa | 0 − 0   |

## Samenvatting
| Competitie      | Totaal gespeeld | Winst Congo-Kinshasa | Gelijk | Winst Kaapverdië | Doelsaldo Congo-Kinshasa – Kaapverdië |
| --------------- | --------------- | -------------------- | ------ | ---------------- | ------------------------------------- |
| WK-kwalificatie | 2               | 1                    | 1      | 0                | 3 − 2                                 |
| Afrika Cup      | 1               | 0                    | 1      | 0                | 0 − 0                                 |
| Totaal          | 3               | 1                    | 2      | 0                | 3 − 2                                 |

Wedstrijden bepaald door strafschoppen worden, in lijn met de FIFA, als een gelijkspel gerekend.
FECOFA · Bondscoaches · Selecties · A-internationals · Vrouwenelftal van Congo-Kinshasa
1960 – 1969 ·
1970 – 1979 ·
1980 – 1989 ·
1990 – 1999 ·
2000 – 2009 ·
2010 – 2019 ·
2020 – 2029
AC 1965 ·
AC 1968 ·
AC 1970 ·
AC 1972 ·
AC 1974 ·
WK 1974 ·
AC 1976 ·
AC 1988 ·
AC 1992 ·
AC 1994 ·
AC 1996 ·
AC 1998 ·
AC 2000 ·
AC 2002 ·
AC 2004 ·
AC 2006 ·
AC 2013
1963 ·
1964 · 
1965 ·
1966 · 
1967 ·
1968 · 
1969 ·
1970 · 
1971 ·
1972 · 
1973 ·
1974 · 
1975 · 
1976 ·
1977 · 
1978 ·
1979 ·
1979 · 
1980 ·
1980 · 
1981 ·
1982 ·
1983 ·
1984 · 
1985 ·
1986 · 
1987 ·
1988 · 
1989 ·
1990 · 
1991 ·
1992 · 
1993 ·
1994 · 
1995 ·
1996 · 
1997 ·
1998 · 
1999 ·
2000 · 
2001 ·
2002 · 
2003 ·
2004 · 
2005 · 
2006 ·
2007 · 
2008 ·
2009 · 
2010 · 
2011 ·
2012 · 
2013 · 
2014 ·
2015 ·
2016 ·
2017 ·
2018 ·
2019 ·
2020 ·
2021 ·
2022 ·
2023
Algerije ·
Angola ·
Bahrein ·
Benin ·
Botswana ·
Brazilië ·
Burkina Faso ·
Burundi ·
Centraal-Afrikaanse Republiek ·
China ·
Congo-Brazzaville ·
Djibouti ·
Egypte ·
Equatoriaal-Guinea ·
Ethiopië ·
Gabon ·
Gambia ·
Ghana ·
Guinee ·
Irak ·
Ivoorkust ·
Joegoslavië ·
Kaapverdië ·
Kameroen ·
Kenia ·
Lesotho ·
Liberia ·
Libië ·
Madagaskar ·
Malawi ·
Mali ·
Marokko ·
Mauritanië ·
Mauritius ·
Mexico ·
Mozambique ·
Namibië ·
Nieuw-Zeeland ·
Niger ·
Nigeria ·
Oeganda ·
Oman ·
Qatar ·
Roemenië ·
Rwanda ·
Saoedi-Arabië ·
Schotland ·
Senegal ·
Seychellen ·
Sierra Leone ·
Soedan ·
Swaziland ·
Tanzania ·
Togo ·
Tsjaad ·
Tunesië ·
Zambia ·
Zimbabwe ·
Zuid-Afrika ·
Zuid-Soedan
FCF · A-internationals · Selecties · Bondscoaches · Kaapverdisch vrouwenelftal · Kaapverdië U21 · Kaapverdië U20 · Kaapverdië U19 · Kaapverdië U18 · Kaapverdië U17
1979 – 1989 · 
1990 – 1999 · 
2000 – 2009 · 
2010 – 2019 ·
2020 − 2029
1979 · 
1980 · 
1981 · 
1982 · 
1983 · 
1984 · 
1985 · 
1986 · 
1987 · 
1988 · 
1989 · 
1990 · 
1991 · 
1992 · 
1993 · 1993 · 
1995 · 
1996 · 
1997 · 
1998 · 
1999 · 
2000 · 
2001 · 
2002 · 
2003 · 
2004 · 
2005 · 
2006 · 
2007 · 
2008 · 
2009 · 
2010 · 
2011 · 
2012 · 
2013 · 
2014 · 
2015 · 
2016 · 
2017 · 
2018 ·
2019 ·
2020 ·
2021 ·
2022 ·
2023 ·
2024
Algerije ·
Andorra ·
Angola ·
Bahrein ·
Botswana ·
Burkina Faso ·
Centraal-Afrikaanse Republiek ·
Comoren ·
Congo-Brazzaville ·
Congo-Kinshasa ·
Ecuador ·
Egypte ·
Equatoriaal-Guinea ·
Ethiopië ·
Gabon ·
Gambia ·
Ghana ·
Guinee ·
Guinee-Bissau ·
Guyana ·
Kameroen ·
Kenia ·
Lesotho ·
Liberia ·
Libië ·
Liechtenstein ·
Luxemburg ·
Madagaskar ·
Mali ·
Malta ·
Marokko ·
Mauritanië ·
Mauritius ·
Mozambique ·
Niger ·
Nigeria ·
Oeganda ·
Portugal ·
Rwanda ·
Sao Tomé en Principe ·
San Marino ·
Senegal ·
Sierra Leone ·
Swaziland ·
Tanzania ·
Togo ·
Tunesië ·
Zambia ·
Zimbabwe ·
Zuid-Afrika